# Mutters Courage
Mutters Courage ist ein deutscher Spielfilm von Michael Verhoeven, der 1994 in britisch-österreicher Koproduktion entstanden ist und 1995 uraufgeführt wurde. Der Film entstand nach einer autobiografischen Erzählung von George Tabori, der sich auch selbst spielt. Pauline Collins agiert als seine Mutter Elsa, Ulrich Tukur als SS-Offizier.

## Handlung
Der Film spielt 1944 in Budapest. George Tabori erzählt die Geschichte seiner Mutter Elsa Tabori, die eine leidenschaftliche Romméspielerin ist. Regelmäßig trifft sie sich in Budapest mit ihren Freundinnen zum Spielnachmittag. Die Gefahr, von den Nazis auf der Straße gefangen genommen und deportiert zu werden, interessiert sie dabei wenig.
Und so kommt es tatsächlich zur Verhaftung und Elsa Tabori wird zu einer Sammelstelle für die Deportation gebracht. Am Budapester Westbahnhof soll sie mit anderen jüdischen Menschen nach Auschwitz gebracht werden. Auf einem grenznahen Umschlagsplatz wehrt sich Elsa Tabori gegen die Entführung und spricht den befehlshabenden SS-Offizier an. Sie behauptet, einen Schutzpass des Schwedischen Roten Kreuzes zu haben. Der Pass verbiete es, sie zu deportieren. Sie habe ihn nur nicht dabei. Die SS-Männer drohen ihr mit Erschießung, doch das Wunder geschieht: Der SS-Offizier ist so überrascht über die Courage der Elsa Tabori, dass er sie in die Freiheit entlässt. Elsa Tabori kann nach Budapest zurückreisen und noch pünktlich zum verabredeten Romméspiel eintreffen.

## Werkgeschichte
George Tabori hatte seine Erzählung bereits 1979 als Theaterstück bearbeitet, das mit Hanna Schygulla als Elsa Tabori in den Münchner Kammerspielen uraufgeführt wurde. Der Film ist eine weitere Adaption dieses Stoffes.
Ebenfalls 1979 gab es in der Regie von Jörg Jannings eine Hörspielproduktion der Sender RIAS, NDR und SDR.

## Kritiken
„Erste deutsche „schwarze Komödie über den Holocaust“, deren groteske und slapstickhafte Momente im Wissen um die „jüdische“ Autorenschaft der Vorlage nicht weiter aufstoßen. Beeindruckend sowohl als ernsthafter Versuch, das komplizierte Räderwerk der Vernichtungsmaschinerie aufzudecken als auch im Bestreben, dem Unvorstellbaren Gestalt zu verleihen.“

## Auszeichnungen
Der Film gewann 1996 den Deutschen Filmpreis in Silber. Außerdem gewann er den Bayerischen Filmpreis für die beste Produktion und die beste Kameraführung.
Die Deutsche Film- und Medienbewertung FBW in Wiesbaden verlieh dem Film das Prädikat besonders wertvoll.

## DVD-Veröffentlichung
- Mutters Courage. Kinowelt Home Entertainment 2004